# CV-821
 (mai 2015).
Si vous disposez d'ouvrages ou d'articles de référence ou si vous connaissez des sites web de qualité traitant du thème abordé ici, merci de compléter l'article en donnant les références utiles à sa vérifiabilité et en les liant à la section « Notes et références ».
La route CV-821 est une route espagnole qui relie la ville de San Vicente du Raspeig avec San Juan d'Alicante. Elle a une longueur de 9 kilomètres, le km 0 étant l’extrémité de San Vicente et le km. 8 celle de Sant Joan. Cette voie permet de relier San Vicente à  San Juan directement sans faire usage du périphérique d'Alicante À-70 et de façon rapide.

## Nomenclature
La route CV-821 appartient au réseau de routes secondaires de la Généralité Valencienne. Son nom vient de CV (qui indique une route autonome de la Communauté de Valence) et de 821, qui est le numéro que reçoit une telle route, selon l'ordre de nomenclatures des routes de la Communauté de Valence.

## Tracé actuel
Elle commence au rond-point où se termine la A-77a à San Vicente du Raspeig et finit au rond-point de l'intersection avec la N-332 dans la commune de San Juan d'Alicante. Elle est configurée comme  route à deux chaussées, une pour chaque sens, et deux voies par sens. Étant donné que les règles de trafic interurbain régissent les normes de circulation de celle-ci, ainsi, la vitesse maximale autorisée est de 100 km/h + 20km/h pour effectuer un dépassement dans les tronçons où n'est spécifiée aucune autre vitesse maximale. 
Elle possède de nombreux ronds-points distribués de manière homogène tout au long du parcours, qui n'empêchent pas que la circulation soit très fluide, du fait que le trajet dans n'importe lequel des deux sens est de courte durée.
Le tracé de la route est  aussi  bon, respecte les accotements, et les trottoirs sont protégés dans quelques tronçons au moyen de barrières de sécurité. L'asphalte est de bonne qualité du fait que par conditions météorologiques adverses elle transmet sécurité au conducteur.

### Principaux raccordements
La route CV-821 est raccordée avec la route nationale N-332 a l’extrémité de San Juan et avec la A-77A l’extrémité de San Vicente. Elle ne possède pas de raccord direct avec la A-70.